# Curtis Armstrong
Curtis Armstrong (født 27. november 1953) er en amerikansk skuespiller. Armstrong har bl.a. spillet med i Revenge of the Nerds og han lægger stemme til figuren Snot i den animerede komedieserie American Dad!.

## Ekstern henvisning
- Curtis Armstrong på Internet Movie Database (engelsk)
- Curtis Armstrong på Scope
- Curtis Armstrong på Svensk Filmdatabas (svensk)
- Curtis Armstrong på AlloCiné (fransk)
- Curtis Armstrong på AllMovie (engelsk)
- Curtis Armstrong på The Movie Database (engelsk)
- Curtis Armstrong på Behind The Voice Actors (engelsk)